# سپتت (بتهوون)
سِپتِت (به انگلیسی: Septet، به آلمانی: Septett) یا هفت‌تایی در می بمل ماژور، اُپوس ۲۰، از لودویگ فان بتهوون، اثری است در قالب موسیقی مجلسی، که برای هفت سازِ کلارینت، کُر (هورن)، فاگوت، ویولن، ویولا، ویولنسل، و کنترباس تصنیف شده‌است.
بتهوون طرحِ اثر را در سال ۱۷۹۹ نوشت و در ۱۸۰۰ آن را تکمیل و برای نخستین بار، همراه با سمفونی اولِ خود و با رهبریِ خود اجرا کرد. سپتت در سال ۱۸۰۲ منتشر شد.
بتهوون، بر روی نُت‌های این اثر نوشته‌است: «تقدیم به ملکه ماریا ترِزیا»، و منظورِ او ماریا ترسای سیسیل است.

## ساختار
سپتت از ۶ موومان (بخش) تشکیل شده و اجرای کاملِ اثر حدود ۴۰ دقیقه به‌طول می‌انجامد. موومان‌ها عبارت‌اند از:
1. آداژیو – آلگرو کُن بریو (در می بِمُل ماژور) (حدود ۱۰ دقیقه)
2. آداژیو کانتابیله (در لا بِمُل ماژور) (حدود ۹ دقیقه)
3. تِمپو دی مِنوئتو (در لا بِمُل ماژور) (حدود ۳ دقیقه)
4. تِما کُن واریاتسیونی: آندانته (در سی بِمُل ماژور) (حدود ۷ دقیقه)
5. اسکرتسو: آلگرو مولتو ئِه ویواچه (در می بِمُل ماژور) (حدود ۳ دقیقه)
6. آندانته کُن موتو آلا مارچا – پرِستو (در می بِمُل ماژور) (حدود ۷ دقیقه)

بتهوون، پیشتر، در سونات پیانو شماره ۲۰ بتهوون، اُپوس ۴۹ شماره ۲ در سُل ماژور، از تم اصلیِ موومان سوم (تِمپو دی مِنوئِتو) استفاده کرده بود. بااینکه شمارهٔ اُپوسِ این سونات پیانو بالاتر است، سه چهار سال زودتر از سپتت (حدود سال‌های ۱۷۹۵–۱۷۹۶) تصنیف شده‌است.

### نمونهٔ شنیداری
|  |

## تنظیم‌ها
سپتت از آثارِ بسیار موفق و محبوبِ بتهوون بود و در نسخه‌ها و تنظیم‌های گوناگون منتشر شد. در حدود سال ۱۸۰۳، بتهوون تنظیمی برای سه سازِ کلارینت (یا ویولن)، ویولنسل، و پیانو ترتیب داد و آن را در ۱۸۰۵ به‌عنوان اُپوس ۳۸ منتشر کرد.
آرتورو توسکانینی، رهبر ارکستر نامدار، این اثر را برای سازهای زهی باز تنظیم کرد، به‌طوری که در ارکستر قابل اجرا باشد. البته توسکانینی هیچ تغییری در بقیهٔ نُت‌ها نداد. او در ۲۶ نوامبر ۱۹۵۱ سپتت را در تالارِ کارنِگی در منهتن، نیویورک، همراه با ارکستر سمفونیک ان‌بی‌سی اجرا و برای شرکتِ آرسی‌ای رکوردز ضبط کرد.